# Mikhaïl Grigorievitch Iefremov
Mikhaïl Grigorievitch Iefremov (Russe: Михаи́л Григо́рьевич Ефре́мов ; prononcé en russe : [mʲixaˈjil grʲiˈgorʲʔjeviʧ jeˈfrʲjemov]) né le 22 février 1897 à Tarusa et mort le 19 avril 1942, est un commandant militaire soviétique.

## Biographie

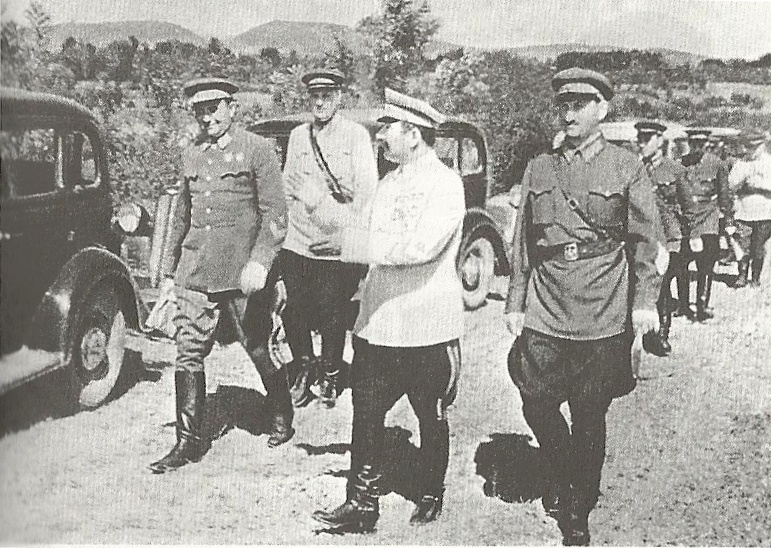
En 1940 durant un exercice, au droite avec le maréchal Semion Boudienny au centre.

Il rejoint le parti bolchevik en 1919. En 1928, il est envoyé en Chine comme observateur militaire. Durant le Seconde Guerre mondiale, en août 1941, il commande 33e armée (Union soviétique).
Durant la bataille de Moscou, en février 1942, le corps de cavalerie du général Pavel Belov atteint la 10e armée (Union soviétique). Mais Iefremov décide de prendre une route plus courte qui est détectée par les Allemands. Par la suite, la 33e armée (Union soviétique) est détruite vers Viazma et Iefremov se suicide pour éviter d'être fait prisonnier,.
Il reçoit l'Ordre de la Bannière Rouge et un monument qui lui est dédié à Viazma.